# Citroën ë-C3
De Citroën ë-C3 is een elektrische auto die wordt geproduceerd door autoproducent Citroën uit Frankrijk. De auto was tijdens zijn introductie de op een na goedkoopste volwaardige elektrische auto, na de Dacia Spring, en is sinds begin 2024 te bestellen.

## Specificaties
Gegevens van de EV 44 kWh-uitvoering.

### Vervoer
De auto biedt vijf zitplaatsen en heeft een standaard bagageruimte van 310 liter. De auto kan worden voorzien van een trekhaak, waarmee tot 550 kg getrokken mag worden. De maximale verticale kogeldruk is 61 kg.

### Accu en actieradius
De auto heeft een 45 kWh grote tractiebatterij die een WLTP-gemeten actieradius van 320 km biedt, wat neerkomt op 265 km in de praktijk.

### Opladen
De accu van de auto kan standaard worden opgeladen via een type 2-connector met laadvermogen van 11 kW door gebruik van 3-fase 16 ampère, waarmee de auto in 4 uur en 45 minuten van 0 % naar 100 % geladen kan worden. Bij gebruik van een snellader met een CCS-aansluiting kan een laadsnelheid van maximaal 100 kW worden bereikt, waarmee de auto in minimaal 32 minuten van 10 % naar 80 % geladen kan worden, wat neerkomt op een snellaadsnelheid van 340 km/u.

### Prestaties
De elektrische aandrijflijn levert een totaal vermogen van 83 kW (113 pk) en een koppel van 120 Nm, waarmee de auto in 11 seconden van 0 naar 100 km/u accelereert. De maximale snelheid bedraagt 135 km/u.